# コージュ株式スクール
熊本県熊本市に本社を置く。